# Eugene Farrell
Eugene Farrell (ur. 21 kwietnia 1973) – irlandzki lekkoatleta, specjalizujący się w biegu na 400 metrów. Na tym dystansie wystąpił podczas Letnich Igrzysk Olimpijskich 1996 w Atlancie. Odpadł wtedy w biegach eliminacyjnych. Na Mistrzostwach Świata w Lekkoatletyce 1997 uplasował się natomiast na 46. pozycji.

## Rekordy życiowe
| Konkurencja        | Wynik | Miejsce | Data          |
| ------------------ | ----- | ------- | ------------- |
| Bieg na 400 metrów | 47.18 | Atlanta | 26 lipca 1996 |

## Najlepsze wyniki w sezonie
Bieg na 400 metrów
| Rok  | Wynik | Miejsce      | Data        |
| ---- | ----- | ------------ | ----------- |
| 1996 | 47.18 | Atlanta      | 26 lipca    |
| 1997 | 48.20 | Ateny        | 3 sierpnia  |
| 1998 | 47.50 | Melbourne    | 25 lutego   |
| 1999 | 47.31 | Brisbane     | 15 stycznia |
| 2003 | 47.89 | Celle Ligure | 1 lipca     |